# Victory 3
Victory 3是一款以足球為主題的繁體中文紙牌遊戲，分為兩隊對賽，由兩至8名遊戲玩家進行的桌上足球遊戲，模擬球場上把球傳送到前場，目標是攻入對方球門。此遊戲特色是把11人的足球比賽，以球員位置為一個單位，分別是球場上的守門員，後衛，中場，前鋒，簡化成直線的隊伍，再配合球場外的一位領隊，成為一整隊人物。遊戲進行主要是由遊戲牌作出動作，進攻或防守，兩隊動作衝突時由擲股數決定是否成功。

## 作者
遊戲由 MK Workshop 出版，2009年12月在香港發行，計設者是香港人，自稱「大腦」，曾接受網上電台《青台》邀請，在節目《講波》解說遊戲特色。受訪問時稱費格遜是他們的創作靈感。作者來自香港，其紙牌文字也以香港粵語為主要特色。

## 遊戲卡牌種類

### 基本包
- 球星牌 40 張：領隊 6 張／前鋒 10 張／中場 10 張／後衛 8 張／守門員 6 張
- 遊戲牌 64 張（包括基本牌、特技牌和裝備牌）
- 入球牌 2 張
- 角球數字牌 3 張
- 足球牌 1 張

#### 球星牌
遊戲牌的角色分別為領隊、前鋒、中場、後衛及守門員，人物卡上的人物皆為出版時的現役職業足球員，如，卡卡等。各人物所擔任之角色有所不同，同時技能也有不同。除領隊外，所有人物皆有身價：由 100 至 400不等，給玩家計算全隊班費之用。遊戲中規定，班費上限為1000。

#### 遊戲牌
遊戲牌分三種：基本牌、特效牌、及裝備牌。

##### 基本牌
射／傳／盤扭／撞／鏟／解圍，共 6 種；

##### 特效牌
抆衫／凍結／補時／上帝之手／推左走右／腳指尾拉西／撞牆／走位，共8種；

##### 裝備牌
長襪／波boot／隊長臂章／龍門手套／護脛／Cap帽，共 6 種。

### 擴充包《英雄初現》
第一代的擴充包，2010年1月出版，以新發表球星牌為主，共12張。包裝內有10張球星及任意一張特別牌「英雄咭」，分別為及。

### 擴充包《東方傳奇》
第二代的擴充包，2011年8月出版，以香港球星李健和為重點，共23張咭。包裝內有8張新遊戲咭、9張球星咭，及任意兩張特別版「英雄咭」，分別為、及。

### Victory 3 Deluxe
- 球員牌44張
- 守門員牌9張
- 領隊牌8張
- 遊戲牌64張（即基本包內的基本牌、特技牌和裝備牌）

基本包的改良版本，2012年7月出版，用上標示物代替部份功能咭，加上遊戲版圖及以為主的新人物咭。其中包括3張特版「英雄咭」，分別為、

### 擴充包《FIGHT！港隊之挑戰》
第三代的擴充包，2012年12月於出版，以香港足球代表隊的成員為重點，分別為主帥金判坤、門將葉鴻輝、後衛盧均宜、中場黃洋及前鋒麥基共5張人物咭，並包括21張於《Deluxe》版中新行發行的歐洲球咭星。

### 贈品擴充《Soccer Wave特別版》
第四代的擴充包，2013年6月於出版，以香港足球雜誌《熱血足球 Soccer Wave》第411期的附送贈品形式出現，並跟一本攻略，人物包括：、，香川真司等8張。

## 勝利條件

### 基本包
是先攻入對方 3 球的一隊為勝利者。

### 官方比賽
- 兩副遊戲牌用完前入3球者，為之勝方；
- 完成兩副遊戲牌後，入球較多者，為之勝方；
- 「黃金入球」，完成兩副遊戲牌後不分勝者，重新洗牌比賽，先入球者勝。[8]

## 評價
- 『Victory 3：駐場(CHESS HOUSE)本地原創遊戲代表有足球遊戲，球星卡牌動作抵死，曼聯領隊費sir的特技是「無限補時」，又幾貼切喎！』《新假期》[9]
- 『2009年底，香港市場上忽然推出了，一款足球卡牌遊戲《Victory 3》，正式為香港原創遊戲設計的復興揭開序幕。……《Victory 3》的推出，刺激了不少有志出版遊戲的有志之士，2010年內，6款遊戲相繼推出。』《桌游 Design》[10]
- 『整体来看，除了骰子上可能有失公允，在出牌和人物牌上较为清晰的模拟了真实的足球比赛，如果骰子运差，牌运也差，当然是必输无疑，但你至少会感觉到自己刚刚是踢了一场球，而不是其他的感觉。』《桌游百科》[11]

## 其他版本
香港足球總會於2014年年頭推出《Our League Our Football．港甲，我跟‼》官方版足球桌上遊戲，是由《Victory 3》的機制為基礎改編而成。

## 外部連結
- MK Workshop 官方網站
- Victory 3 官方網站 （页面存档备份，存于）
- Victory 3 官方討論區 （页面存档备份，存于）

## 參注
1. ↑  .   [2010-09-21]. （原始内容存档于2012-07-08）.
2. ↑  《蘋果日報》2010-9-15
3. ↑  .   [2010-09-21]. （原始内容存档于2010-10-13）.
4. ↑  假如我是費格遜 《Fun Sprite》Vol. 1 2010-7-31
5. ↑  我們的桌遊世界盃﹣足球桌遊大搜羅 《卡牌．桌遊》Vol. 6 2010-7-1
6. ↑  .   [2011-08-21]. （原始内容存档于2011-08-23）.
7. ↑  .   [2013-01-07]. （原始内容存档于2016-03-04）.
8. ↑  .   [2011-11-28]. （原始内容存档于2019-02-18）.
9. ↑  嚴選最強GAME CAFE《新假期》Vol. 608 2011-5-2 P.118
10. ↑  講桌游／港桌游《桌游 Design》Vol. 01 2011-7-8 P.72
11. ↑  继续踢足球吧，这次你是真的明星-Victory 3 （页面存档备份，存于）《桌游百科》2011-11-30
12. ↑  《港甲，我跟‼》賀港足總百年會慶 （页面存档备份，存于）《大公報》2014-2-17